# Eurrhyparodes tricoloralis
Eurrhyparodes tricoloralis là một loài bướm đêm trong họ Crambidae.

## Hình ảnh

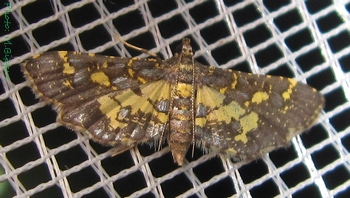